# Nintendo Network
Chronologie des versions
CWF Nintendo Nintendo Switch Online
Le Nintendo Network était un service en ligne de Nintendo permettant de jouer avec des joueurs du monde entier, de télécharger de nouveaux logiciels, d'échanger des vidéos et des messages. Il a concurrencé le PlayStation Network et le Xbox Live et est le successeur de la connexion Wi-Fi Nintendo qui a fermé en 2014. Les serveurs Nintendo Network ont définitivement fermé le 9 avril 2024 pour les consoles Wii U, Nintendo 3DS et Nintendo 2DS.
Il officiait sur Nintendo 3DS et Wii U, sur lesquels il permettait notamment, dès le 17 août 2012, de télécharger des jeux Nintendo pour la 3DS en dématérialisé sur le Nintendo eShop, comme New Super Mario Bros. 2. D'après Iwata, tous les jeux Wii U en versions boîtes seront également proposés en version numérique téléchargeable.
Il a également officié pendant 1 an et 9 mois sur Wii, comme substitution à la connexion Wi-Fi Nintendo, et sur Nintendo Switch comme service de transition jusqu'au 6 septembre 2017.
La Wii U avait droit à un nouveau système de code ami moins contraignant et plus simple à utiliser que le précédent. Un système de comptes d'utilisateurs, nommé ID Nintendo Network, apparut également. Ce dernier était obligatoire pour utiliser certains logiciels, dont YouTube (fermé le 3 septembre 2019) et le Nintendo eShop (fermé le 27 mars 2023). Les services en lignes de la Nintendo 3DS et de la Wii U ont été désactivés le 9 avril 2024 à 2:00 du matin (heure Française), il était cependant possible de continuer à jouer en ligne après la fermeture du Nintendo Network, jusqu'à une déconnexion intentionnelle ou forcée par le serveur. le multijoueur en ligne et le visionnage de classements sont désormais inaccessibles officiellement sur ces systèmes.

## Histoire

### Pré-annonce
Le logo du Nintendo Network est apparu pour la première fois sur la boîte du jeu Theatrhythm Final Fantasy. Il a donc été envisagé qu'il soit le remplaçant de la connexion Wi-Fi Nintendo.

### Annonce
Nintendo annonce officiellement le Nintendo Network le 26 janvier 2012. Il s'agit du service en ligne du constructeur disponible sur Wii U et sur Nintendo 3DS. Il permet notamment d'instaurer un compte de jeu personnel sur Wii U, de constituer des communautés de joueurs autour de certains jeux, la vente de jeux en version dématérialisée ainsi que celle de contenus téléchargeables.

### Fin progressive
Les services liés au Nintendo Network ont commencé à fermer peu de temps après la sortie de la Switch. Les premiers furent Wii U Chat et Miiverse (et les fonctions de la place WaraWara sur Wii U lui étant associées) le 8 novembre 2017.
A la fin de l'année 2022, Nintendo annonce la fermeture partielle du Nintendo eShop de la 3DS et de la Wii U pour le 27 mars 2023. Depuis cette date, il est impossible d'acheter ou de télécharger de nouveaux jeux et logiciels.
En novembre 2023 Nintendo annonce la fin du jeu en ligne pour le 8 avril 2024. Finalement, le service de jeu en ligne est progressivement débranché le 9 avril 2024 à partir d'une heure du matin heure française.

## Structure du Nintendo Network
|                   | Wii U | Nintendo 3DS                                                                                            |
| ----------------- | --- | --- |
| Type de compte    | - Nintendo Network ID - Mii individuel (dit Mii d'utilisateur) - Lien avec le compte Origin (EA) - Lien avec le compte Uplay (Ubisoft) | - Nintendo Network ID - Mii individuel (dit Mii Personnel) - Codes amis universels - Compte utilisateur |
| Jeux              | - Jeux en ligne - Classement en ligne - Communauté en ligne                                                                            | - Jeux en ligne - Classement en ligne - Communauté en ligne                                             |
| Communication     | - SpotPass - Messagerie instantanée - Cross-plateforme avec la Nintendo 3DS                                                            | - SpotPass - Liste d'amis - Centre de notifications - Pictoposte - Cross-plateforme avec la Wii U       |
| Boutique en ligne | Nintendo eShop | Nintendo eShop                                                                                          |
| Logiciels         | - YouTube - Netflix | - e-Reader - YouTube                                                                                    |

## Miiverse
Miiverse était un réseau social créé par Nintendo en novembre 2012 pour la Wii U, par la suite adapté sur Nintendo 3DS et navigateur internet. Son nom est la contraction des mots Mii et universe (signifiant "univers" en anglais).
Il a fermé définitivement le 8 novembre 2017 à 7h du matin en France.

### Fonctionnalités
À l'instar des autres réseaux sociaux, Miiverse permettait plusieurs fonctionnalités qui optimisait l'échange et la sécurité entre les utilisateurs.
- Possibilité de faire un dessin en 9:3 en noir et blanc et d'utiliser des tampons selon ceux obtenus dans les jeux Wii U
- Possibilité d'annoncer le type de discussion (ajoutées en août 2015) par les intitulés "Question", "Discussion", "Dessins",...
- Importation d'une capture d'un écran de la console pour obtenir une image provenant du jeu utilisé
- Importation de module propre à certains jeux (seuls les possesseurs du jeu pouvait voir et interagir avec les modules)
- Possibilité d’envoyer des messages via certains jeux.

## Succession et postérité
La console successeure de la Wii U et de la Nintendo 3DS, la Nintendo Switch, dispose d'un nouveau système de services en ligne payant, le Nintendo Switch Online, qui est disponible depuis le 6 septembre 2017. Le Nintendo Network avait jusqu'alors servi de plateforme de transition pour le jeu en ligne.
Bien que le Nintendo Network ait désactivé la quasi-totalité de ses services, il est toujours possible de télécharger les jeux et applications déjà achetés/téléchargés sur le Nintendo eShop de la 3DS et de la Wii U avant sa fermeture, et de consulter sa liste d'amis pour consulter l'activité des joueurs en faisant partie.

Un substitut au Nintendo Network est en cours de développement, le Pretendo Network, à l'instar de wiimmfi pour la Wii et la Nintendo DS. Il prévoit de rétablir certains services en ligne tels Wii U Chat ou Miiverse, ainsi que les fonctionnalités de jeu en ligne, notamment sur Mariokart 7 et 8, Splatoon, Super Mario Maker ou encore Pokkén Tournament. Il sera possible de l'installer via un logiciel sur les consoles modifiées, ou par la modification des paramètres DNS dans les paramètres réseau des systèmes concernés.
La création d'un compte Pretendo Network sera similaire à ce qu'elle était sur le Nintendo Network : il faudra créer un identifiant (PNID), un pseudonyme, ainsi qu'un avatar Mii rattaché au compte.

## Jeux

### Liste des jeux compatibles Nintendo Network
- Animal Crossing: New Leaf
- Call of Duty: Black Ops II
- Code of Princess
- Dragon Quest Monsters: Terry's Wonderland 3D
- Dynasty Warriors VS
- Fire Emblem: Awakening
- Harvest Moon: The Land of Origin
- Heroes of Ruin
- Kid Icarus: Uprising
- Inazuma Eleven 3 Foudre Céleste/Feu Explosif
- Luigi's Mansion 2
- Mario and Donkey Kong: Minis on the Move
- Mario et Sonic aux Jeux olympiques de Londres 2012
- Mario et Sonic aux Jeux olympiques d'hiver de Sotchi 2014
- Mario Kart 7
- Mario Kart 8
- Mario Tennis Open
- Mario vs. Donkey Kong: Tipping Stars
- Monster Hunter 3 Ultimate
- Nano Assault
- New Super Mario Bros. 2
- New Super Mario Bros. U
- Nintendo Anime Channel
- Nintendo Land
- Pokémon Art Academy
- Pokémon Rubis Oméga et Saphir Alpha
- Pokémon Soleil et Lune
- Pokémon Ultra-Soleil et Ultra-Lune
- Pokémon X et Y
- Pro Evolution Soccer 2013 3D
- Rayman Prod' présente : The Lapins Crétins Show
- Splatoon
- Steel Diver: Sub Wars
- Super Mario 3D World
- Super Mario Maker
- Super Smash Bros. for Nintendo 3DS/Wii U
- Tekken 3D: Prime Edition
- Theatrhythm Final Fantasy
- The Legend of Zelda: The Wind Waker HD
- Tobidasu Print Club Kiradeco Revolution
- TOEIC Test: Chōsoku Training
- Toy Stunt Bike
- Urban Trial Freestyle